# 10 francia frank (bankjegy, Voltaire-típus)

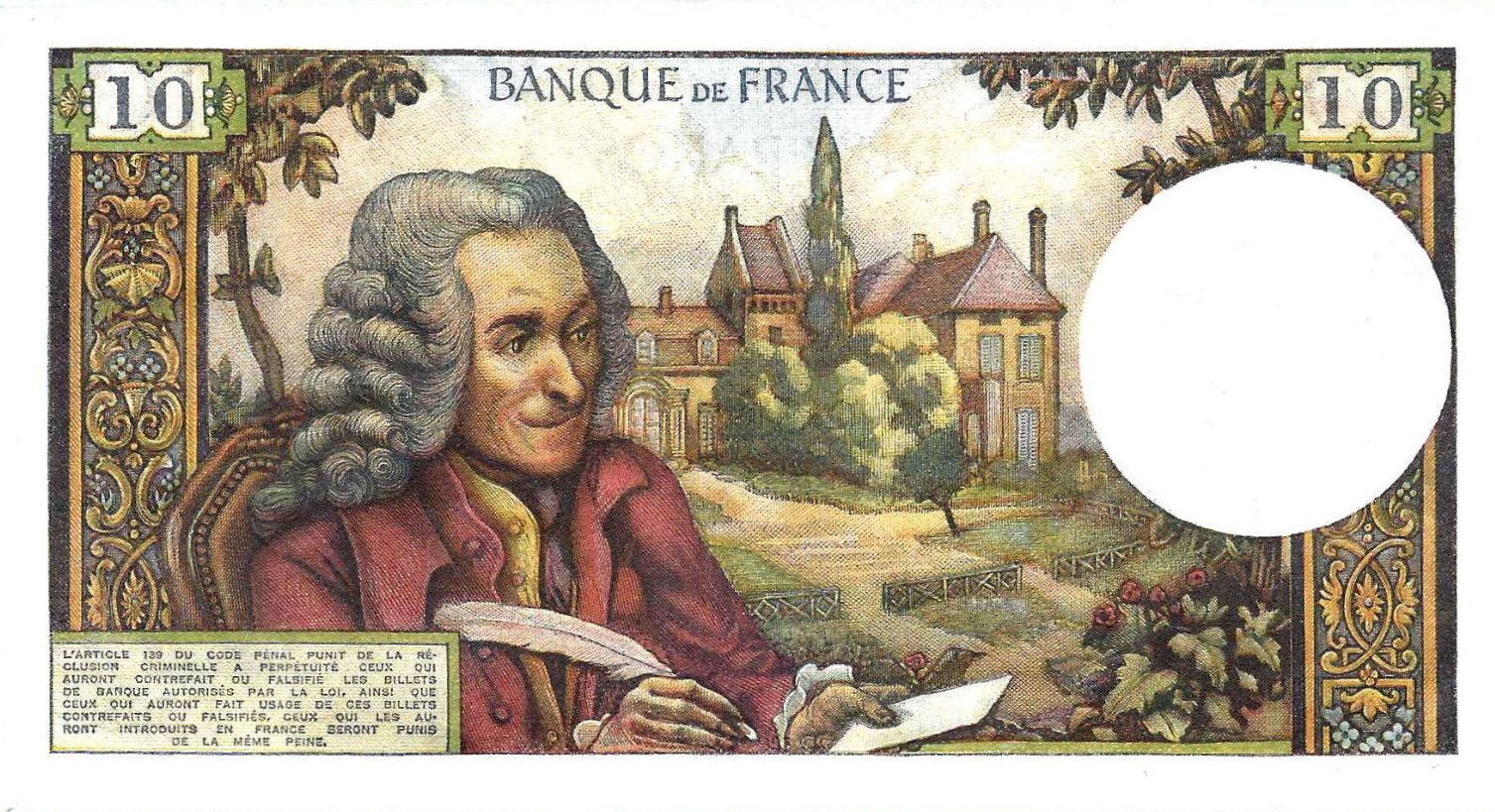
10 francia frank Voltaire-típus, hátoldal

A Voltaire-típusú 10 francia frankos bankjegy az 1960-as valutareformmal bevezetett új, „nehéz frank” (franc lourd) - 1 új frank 100 régivel (anciens francs) egyenértékű - második címletsorába tartozott, 1963. január 4-től nyomtatták, 1964. január 2-a és 1980. december 31. között volt forgalomban, ez az utolsó előtti papír tízfrankos, a Richelieu-típust váltotta. Jellegzetesen franciás stílusú, elő- és hátoldalán is ugyanazon személy (Voltaire) képmásával, szemet gyönyörködtető többszínnyomásos polychrom eljárással készült. A bankjegyet a neves tervező, Henri Eugéne Jean Marie Lefeuvre (1882-1975) alkotta, csakúgy mint Pierre Corneille-típusú 100 frankost, a IV. Henrik portrés valutareform előtti 5000 frankost, illetve új 50 frankost és a Molière 500 frankost.

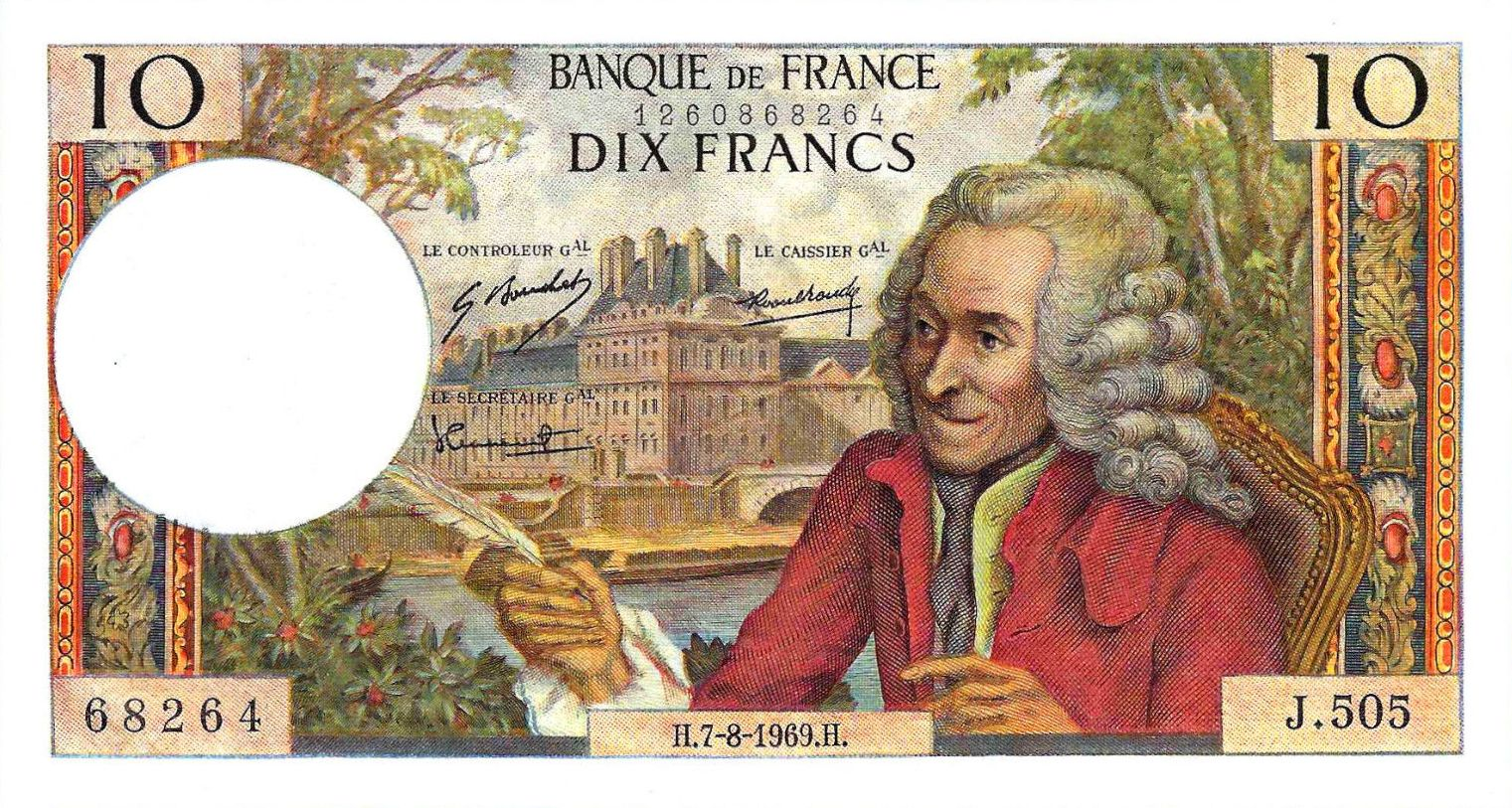
10 francia frank 1969.08.07. Voltaire-típus.

## Leírása

### Előoldal
François-Marie Arouet de Voltaire (1694. november 21.–1778. május 30.) nagy francia író, költő, filozófus a felvilágosodás eszmeáramlatának kiemelkedő jelentőségű képviselője, a bankjegyen szereplő eredeti képet Dominique Vivant, Denon bárója (1747-1825) készítette. Vivant Denon francia művész, író, diplomata, neves archeológus, a Louvre múzeum első igazgatója volt. Alkotása, a két kötetes Utazások Alsó- és Felső-Egyiptomban - Voyage dans la basse et la haute Egypte (1802) - mérföldkövet jelent az egyiptológiában. Voltaire mögött a Tuileriák párizsi palotája (Palais des Tuileries) látszik a háttérben, ábrázolása Francis Raguenet  Palais des Tuileries vu du quai d'Orsay (1757) című festménye nyomán készült. Így láthatta a palotát Voltaire a lakásából, ahol elhunyt.

### Hátoldal
A lúdtollal levelet író Voltaire portréjának háttérben a Château de Cirey kastély látható Cirey-sur-Blaise településen, Haute-Marne megyében, Champagne–ban. 1733 és 1740 között Voltaire ebben a kastélyban élt du Châtelet (1706-1749) márkinő birtokán.

### Vízjel
Voltaire képe Jean-Antoine Houdon (1741-1828) szobra alapján.

### Biztonsági elemek
Metszetmélynyomtatás (intaglio technika), polychrom (többszínű) nyomtatás és vízjel, speciális, különlegesen vékony, de erős, hártyaszerű, jellegzetes francia bankjegypapír.

### Méret
Mérete: 150 X 80 mm.

### Feliratok
Banque de France; Dix Francs; Le Controleur Général; Le Caissier Général; Le Secrétaire Général; L'Article 139 du Code Pénal Punit de la Réclusion Criminelle a Perpetuité Ceux qui Auront Contrefait ou Falsifié les Billets de Banque Autorisés par la Loi. Ainsi que Ceux qui Auront Fait Usage de Ces Billets Contrefaits ou Falsifiés. Ceux qui les Auront Introduits en France Seront Punis de la Même Peine.

### Változatai
A típus bankjegyein szereplő hitelesítő aláírás (Le Controleur Général, Le Caissier Général, Le Secrétaire Général) és dátumváltozatok:
Gouin d'Ambričres / Gargam / Tondu: 04.01.1963 - 02.12.1965
Morant / Gargam / Tondu: 06.01.1966 - 06.04.1967
Bouchet / Morant / Tondu: 06.07.1967 - 04.02.1971
Bouchet / Morant/ Vergnes: 03.06.1971 - 06.12.1973